# 南法伦施泰特
南法伦施泰特（德語：Süderfahrenstedt）是德国石勒苏益格－荷尔斯泰因州的一个市镇。总面积9.15平方公里，总人口492人，其中男性239人，女性253人（2011年12月31日），人口密度54人/平方公里。